# Umbrella for Democratic Change

Logo do UDC

O Umbrella for Democratic Change (UDC) (em português, algo como "organização guarda-chuva para a mudança democrática") é uma aliança de partidos políticos de centro-esquerda a esquerda em Botswana.
A UDC fez campanha numa plataforma progressista, defendendo um estado de bem-estar, a redistribuição da riqueza, as energias renováveis e as reformas democráticas, particularmente nas esferas eleitoral e judicial. Desde que foi criada como uma coalizão política com o objetivo principal de representar uma alternativa ao governo do Partido Democrático de Botswana, a aliança permaneceu uma formação ideologicamente pluralista, embora a maioria de seus partidos membros (passados e presentes) estejam posicionados na esquerda ou centro-esquerda do espectro político e sejam geralmente considerados uma aliança social-democrata. Alguns analistas rotularam a aliança e o seu discurso como "populismo de esquerda" ou "socialismo democrático". Os membros da UDC, incluindo o próprio Duma Boko, expressaram oposição tanto ao capitalismo como ao socialismo, defendendo em vez disso uma "Terceira Via".
Desde sua fundação, a base eleitoral principal da UDC variou em composição com as mudanças no comportamento de votação dos eleitores anti-BDP. No entanto, a coligação tem mantido, em geral, um forte apoio entre a população urbana — especialmente na área metropolitana de Gaborone — bem como entre os jovens e a classe média instruída. Nas eleições de 2019, por meio de sua aliança com Ian Khama, herdeiro do trono BaNgwato, a UDC obteve apoio substancial dos eleitores do Distrito Central, um reduto da tribo. Grande parte desse apoio foi mantido nas eleições de 2024.